# Mark Rakita
Mark Rakita (rus: Марк Ракита)  (Moscou, 22 de juliol de 1938) és un tirador d'esgrima rus, ja retirat, especialista en sabre, que va competir sota bandera de la Unió Soviètica durant les dècades de 1960 i 1970.
El 1964 va prendre part en els Jocs Olímpics d'Estiu de Tòquio, on va disputar dues proves del programa d'esgrima. En la competició de sabre per equips guanyà la medalla d'or, mentre en la del sabre individual quedà eliminat en semifinals. Quatre anys més tard, als Jocs de Ciutat de Mèxic, guanyà una nova medalla d'or en la competició del sabre per equips, i la de plata en la del sabre individual. El 1972, a Munic, disputà els seus tercers, i darrers, Jocs Olímpics. Guanyà la medalla de plata en la competició del sabre per equips, mentre en la del sabre individual quedà eliminat en sèries.
En el seu palmarès també destaquen deu medalles al Campionat del món d'esgrima, sis d'or, tres de plata i una de bronze, entre les edicions de 1962 i 1971, així com una medalla de plata a les Universíades de 1965. El 1962, 1969 i 1970 guanyà el campionat nacional de l'URSS.
Una vegada retirat va exercir d'entrenador de la selecció de l'URSS als Jocs Olímpics de 1976, 1980 i 1988. El 2005 va ser inclòs al Saló de la Fama de l'Esgrima Russa.